# Alchemilla pratensis
Alchemilla pratensis é uma espécie de rosácea do gênero Alchemilla, pertencente à família Rosaceae.